# شمشیر (پاوه)
شمشیر، روستایی از توابع بخش مرکزی شهرستان پاوه در استان کرمانشاه ایران است. این روستا در ۶ کیلومتری پاوه و ۱۱۰ کیلومتری کرمانشاه قرار گرفته است.

## گردشگری
باغات سرسبز گردو، چشمه‌ها جاری و آب و هوای خنک روستای شمشیر را به مقصدی گردشگری برای مسافران تبدیل کرده است.

## جمعیت
این روستا در دهستان شمشیر قرار دارد و براساس سرشماری مرکز آمار ایران در سال ۱۳۹۵، این شهر دارای ۵۹۲ خانوار بوده و جمعیت آن ۲٬۳۳۵ نفر است

## باستان‌شناسی
طبق یافته‌های باستان شناسان انسانهایی از گونه نئاندرتال پیش از ۴۰ هزار سال پیش در یک پناهگاه‌های صخره ای نزدیک به شمشیر می‌زیستند. این آثار سکونت که شامل دست افزار سنگی‌اند، مربوط به دوره پارینه سنگی میانی است.(ببینید)
علاوه بر این یک دخمه در دیواره صخره مشرف به روستا تراشیده شده که احتمالاً مربوط به دوره‌های اسلامی است. گوردخمه شمشیر در ۱۵۰ متری شمال غربی روستای شمشیر و مشرف به آن واقع شده است. این اثر در تاریخ ۲۵ آبان ۱۳۸۷ با شمارهٔ ثبت ۲۳۸۴۹ به‌ عنوان یکی از آثار ملی ایران به ثبت رسیده است.